# NodeBB
NodeBB 是 一种基于 Node.js 构建的电子公告牌系统(Bulletin Board System)，基于ES5标准开发。它使用多种数据库储存数据（MongDB、Redis），在GNU General Public License v3 (GPL-3)许可证下发行。

## 优势

### 流畅的用户交互
主要得益于 Socket.io 提供的 ajax 解决方案(WebSocket > Long polling)。